# Вандернот, Андре
Андре Вандернот (нидерл. André Vandernoot; 2 июня 1927, Брюссель — 6 ноября 1991, Брюссель) — бельгийский дирижёр.

## Биография
Учился как флейтист и дирижёр в Брюссельской консерватории, а затем в Венской высшей школе музыки.
В 1951 году стал лауреатом конкурса молодых дирижёров в Безансоне. С 1954 года работал как один из дирижёров с Бельгийским национальным оркестром, с 1958 года — с Антверпенской оперой. В 1959—1973 годах был художественным руководителем ведущего бельгийского оперного театра Ла Монне в Брюсселе, в 1974—1975 годах — главным дирижёром Бельгийского национального оркестра. В 1978—1979 гг. возглавлял Филармонический оркестр Северной Голландии в Хаарлеме, с 1987 г. и до конца жизни — Симфонический оркестр Радио и телевидения французского сообщества Бельгии (RTBF). В качестве главного приглашённого дирижёра работал также с оркестром Концертгебау и другими коллективами Бельгии и Нидерландов.
Был женат на сербской балерине Душанке Сифниос.